# Werner Rosenberg (Jurist)
Werner Rosenberg (* 19. April 1859 in Ruhland; † 1930) war ein deutscher Reichsgerichtsrat.

## Leben
Rosenberg wurde promoviert. 1881 wurde er vereidigt. 1888 ernannte man ihn zum Amtsrichter. 1890 wurde er Staatsanwalt und 1897 Landrichter. 1899 wurde er Staatsanwaltschaftsrat und 1904 Landgerichtsrat. 1908 erfolgte seine Ernennung zum Oberlandesgerichtsrat. 1912 wurde er zum Landgerichtsdirektor befördert.
Im Oktober 1915 trat er für das Reichsland Elsaß-Lothringen in das Reichsgericht ein. Er war im I. Strafsenat des Reichsgerichts tätig. Mitte Mai 1927 trat er in den Ruhestand ein.
Bei der im Nationalsozialismus begonnenen Indizierung der „jüdischen“ Rechtsliteratur wurde Rosenberg irrtümlicherweise als Jude bezeichnet.

## Schriften (Auswahl)

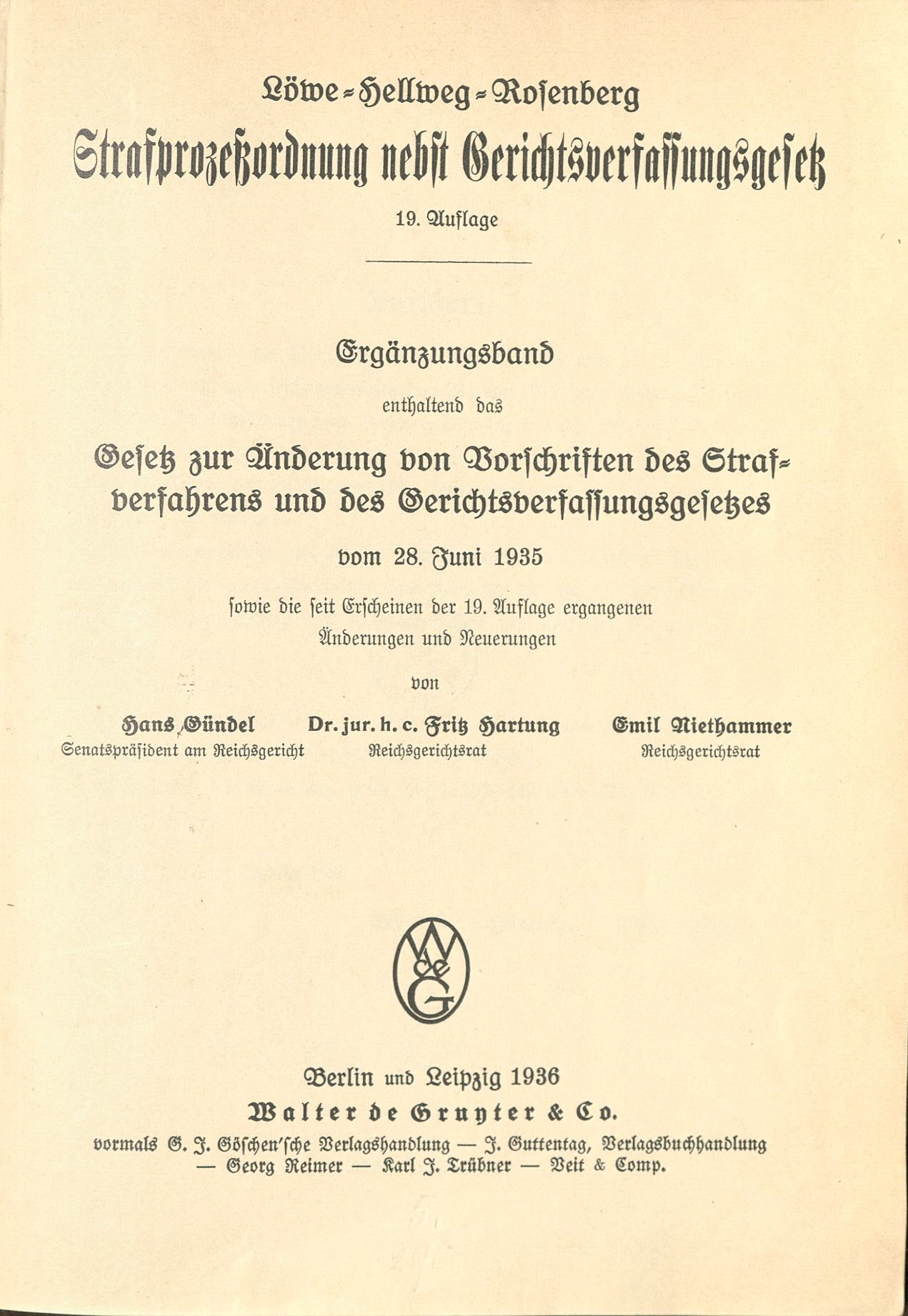
Kommentar zur Strafprozessordnung (1936)

Von der 13. Auflage (1913) bis zur 18. Auflage (1929) bearbeitete Rosenberg den von Ewald Löwe begründeten Kommentar zur Strafprozessordnung, den sog. „Löwe/Rosenberg“, und war Mitarbeiter beim Leipziger Kommentar zum Strafgesetzbuch.
Weitere Werke:
- Die staatsrechtliche Stellung von Elsass-Lothringen, Straßburg 1896.
- Strafbare Heilungen, Gerichtssaal, Der Gerichtssaal 62 (1903), S. 62.
- Französische Reformbestrebungen auf dem Gebiet der Untersuchungshaft, in: Albert Feisenberger (Hrsg.): Reform der Untersuchungshaft und Entwurf eines Gesetzes über Festnahme und Verhaftung, Berlin 1908.
- Der Vorentwurf zu einem Deutschen Strafgesetzbuch: Das Legalitätsprinzip, Deutsche Juristen-Zeitung, Jahrgang 15 (1910), Sp. 1046.
- Das Verbot von Gewerbebetrieben, Deutsche Juristen-Zeitung, Jahrgang 16 (1911), Sp. 1183.
- Die rechtliche Natur der außerordentlichen Kriegsgerichte, Deutsche Juristen-Zeitung, Jahrgang 20 (1915), Sp. 149.
- Die Kompetenz-Kompetenz in der neuen deutschen Republik, Deutsche Juristen-Zeitung, Jahrgang 24 (1919), S. 137.